# Anna Abreu
Anna Eira Margarida Heiskari (Vantaa, 7 de fevereiro de 1990) mais conhecida como Anna Abreu, ou apenas Abreu, é uma cantora luso-finlandesa. Figura na lista dos mais vendidos músicos de sempre da Finlândia.

## Percurso
Foi uma das revelações da versão finlandesa do programa "Pop Idol". Numa das eliminatórias interpretou "Solta-se o Beijo" da Ala dos Namorados com Sara Tavares.
O seu gênero preferido é pop, mas também tem canções R & B, soul e ritmos latinos.
O álbum "Anna Abreu" foi lançado em 22 de agosto de 2007. Na primeira semana de lançamento já era disco de platina. O disco inclui a versão de "Solta-se O Beijo" e os singles "End Of Love" e "Ivory Tower".
O segundo álbum, "NOW", editado em Outubro de 2008 inclui temas como "Are You Ready" e "Vinegar".

## Discografia
- Anna Abreu (CD, 2007)
- NOW (CD, 2008)
- Just a Pretty Face? (CD, 2009)
- Rush (CD, 2011)
- Greatest Hits (CD, 2012)
- V (CD/LP, 2014)
- Sensuroimaton versio (2016)
- Teipillä tai rakkaudella (2019)

## Comentários
- Porquê a escolha de "Solta-se O Beijo? 

- "Senti que precisava de mostrar também o meu lado português. Sempre tive muito orgulho na minha dupla nacionalidade. Apesar de achar que não me correu muito bem por causa dos nervos , parece que o público finlandês adorou o facto de ter cantado numa língua “exótica”". AnnA/Time Out
"Os fãs são muito activos e queridos. Aqui também se vendem bastantes álbuns e tenho muito trabalho, o que é muito importante porque estou numa carreira que adoro. Aqui se calhar a posição de um cantor/a saído dos Ídolos é um bocado diferente: temos muitas oportunidades de trabalho no campo da música." AnnA/Time Out
"Espero poder lançar o meu álbum em Portugal, mas ainda não foi possível. Actuar aí sempre foi um grande sonho meu! Acho que o público português é muito vivo." AnnA/Time Out